# Show Me the Way to Go Home
Show Me the Way to Go Home ist ein Song, der von dem britischen Songwriter-Team Reginald Connelly und Jimmy Campbell unter dem gemeinsamen Pseudonym Irving King geschrieben und 1924 veröffentlicht wurde.

## Hintergrund und Songstruktur

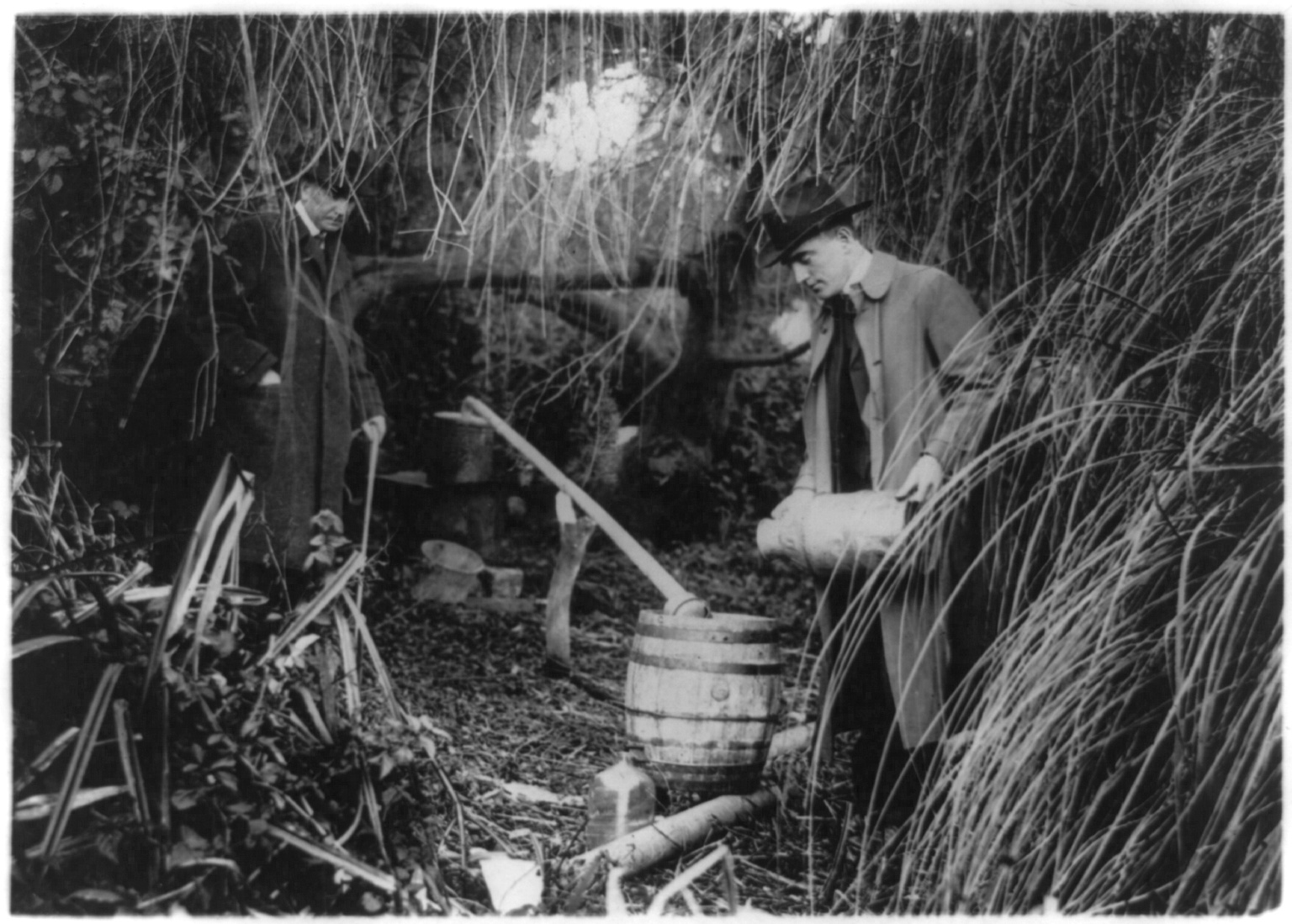
Vernichtung von schwarz gebranntem Alkohol in San Francisco während der amerikanischen Prohibition

Reg Connelly (1895 (oder 1898)-1963) und Jimmy Campbell (1903–1967), die auch Hits wie Goodnight, Sweetheart, If I Had You und Try a Little Tenderness geschrieben hatten, schufen mit Show Me the Way to Go Home „eine Hymne der amerikanischen Prohibitionszeit.“ Der kurze Refrain des in G-Dur geschriebenen Songs (in der Form ABAC) besteht aus vier Abschnitten, jeder bestehend aus vier Takten und dem „Parameter der populären Musik, einer Quarte.“ Der Text bestand aus Elementen, mit denen sich die Liebhaber der Schwarzbrennerei identifizieren konnten:
I had a little drink about an hour ago 
and it went right to my head.
Connelly und Campbell konnten – nachdem sie den Song zuvor erfolglos diversen Musikverlagen angeboten hatten – über zwei Millionen Exemplare Notenblätter in ihrem eigenen Verlag Campbell, Connelly & Co. verkaufen.

## Erste Aufnahmen
Vorgestellt wurde der Song vom Hal Swain Princess Toronto Orchestra; zu den ersten Musikern, die  Show Me the Way to Go Home ab 1925 aufnahmen, gehörten Billy Jones und Ernie Hare, die den Song in den Vereinigten Staaten populär machten. 1925 spielten ihn auch die Savoy Havana Band (u. a. mit Rudy Vallée), Hank Frye, die California Ramblers, Vincent Lopez, Louise Vant und die Studioband Varsity Eight (u. a. mit Red Nichols und Adrian Rollini).

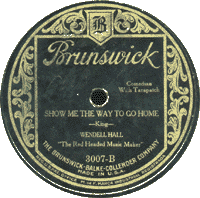
Show Me the Way to Go Home – 78er von Wendell Hall (Brunswick 1925)

In Deutschland, wo die landeskundlichen Hintergründe unbekannt waren, verfassten die beiden Librettisten Otto Stransky und Kurt Schwabach darauf den landessprachlichen Text “Ja, wenn die Liebe nicht wär”. Dajos Béla spielte den Titel als „Kapelle Sándor Józsi“ in Berlin am 6. März 1926 auf eine Odeon-Platte.

## Spätere Coverversionen
Show Me the Way to Go Home wurde seitdem von Musikern verschiedener Genres von Country, Oldtime, Folk, Swing, Pop und Rockmusik gecovert, u. a. von The Andrews Sisters, Chet Atkins, Frank Crumit, Tiny Hill, Bert Kaempfert, Frank D’Rone, Billy Duke, Dick Hyman, Henry Jerome, der Hillbilly-Band The Skillet Lickers und Emerson, Lake and Palmer (Works Volume II) interpretiert. Der Diskograf Tom Lord listet im Bereich des Jazz insgesamt 57 (Stand 2015) Coverversionen, u. a. von Raymond Scott, Les Brown, Artie Shaw, Stan Getz, Johnny Otis, Kai Winding, Jimmy Giuffre, Urbie Green, Matt Dennis, Rex Stewart und Dave McKenna, in Europa u. a. von Eric Delaney, Hazy Osterwald, der Dutch Swing College Band und Kurt Edelhagen.
Besonders bekannt wurde das Lied wieder neuerlich 1975 durch Steven Spielbergs Film JAWS, in dem Richard Dreyfuss (in der Rolle des Ichthyologen Matt Hooper) das Lied nach Quints (Robert Shaw) Indianapolis Story auf der Orca, dem Boot des Haijägers, anstimmt – gefolgt von Quint selbst und Martin Brody (Roy Scheider) –, bevor ein nächtlicher Angriff des Hais erfolgt. Diese A-cappella-Version zog zahlreiche weitere Neuinterpretationen und auch Parodien nach sich.